# Doridella batava
Doridella batava är en snäckart som först beskrevs av Kerbert 1886.  Doridella batava ingår i släktet Doridella och familjen Corambidae. Inga underarter finns listade i Catalogue of Life.